# August Isbert
August Wolfgang Johann Isbert (* 19. August 1856 in Wiesbaden; † 6. März 1950 in Potsdam) war ein preußischer General der Infanterie und Militärkommandant in Karlsruhe im Ersten Weltkrieg.

## Werdegang
Am 1. April 1913 wurde Isbert als Generalleutnant Kommandeur der 29. Division in Freiburg im Breisgau. Zu Beginn des Ersten Weltkrieges im August 1914 kämpfte seine Division im Verband des XIV. Armee-Korps an der Westfront. Isbert nahm an der Schlacht in Lothringen teil, verlegte im Oktober während des Wettlaufes zum Meer in das Artois. Im Mai 1915 kämpften seine Truppen in der Schlacht von La-Bassée und Ende September 1915 in der Herbstschlacht in der Champagne.  Am 3. August 1916 gab er die Führung seiner Division ab und wurde bis zum Kriegsende 1918 Kommandierender General des Stellvertretenden Generalkommandos des XIV. Armee-Korps in Karlsruhe.

## Familie
Er war der Sohn von Jakob Isbert (1808–1881) und hatte noch fünf Geschwister, darunter die Brüder Karl (1864–1946) und Adolf (1858–1938). Isbert war verheiratet und hatte einen Sohn, Bernhard Isbert (* 1897).
| Personendaten    | Personendaten                                       |
| ---------------- | --------------------------------------------------- |
| NAME             | Isbert, August                                      |
| ALTERNATIVNAMEN  | Isbert, August Wolfgang Johann (vollständiger Name) |
| KURZBESCHREIBUNG | preußischer General der Infanterie                  |
| GEBURTSDATUM     | 19. August 1856                                     |
| GEBURTSORT       | Wiesbaden                                           |
| STERBEDATUM      | 6. März 1950                                        |
| STERBEORT        | Potsdam                                             |